# Henryk Ułaszyn
Henryk Ułaszyn (ur. 19 stycznia 1874 w Łychaczysze, zm. 23 maja 1956 w Łodzi) – językoznawca, slawista, profesor uniwersytetu we Lwowie, Poznaniu i Łodzi, działacz społeczny i oświatowy.

## Życiorys

### Rodzina i wykształcenie
Był synem ziemianina Władysława i Marii z domu Turowskiej. Żonaty był (od 1922) z Wandą Wolff (1897–1979) i miał z nią córkę Izabelę (1927–1995). Z żoną rozwiódł się w 1929. Jego wnukami są Magdalena Kwilecka i Michał Kwilecki. W latach 20. przeszedł na kalwinizm.
Uczył się w gimnazjum w Humaniu, Warszawie i Odessie, gdzie zdał maturę w 1895. Następnie w latach 1895–1897 studiował na uniwersytecie kijowskim, w latach 1897–1901 w Krakowie, w latach 1898–1899 na uniwersytecie wiedeńskim i w latach 1901–1903 na lipskim i na którym to w 1904 na podstawie pracy o dyspalatalizacjach polskich uzyskał doktorat.

### Kariera naukowa
Głównie przebywał do 1914 jako uczony prywatny w Lipsku lub pod Kijowem we własnym majątku, a następnie w Humaniu. Na Polskich Kursach Uniwersyteckich w Kijowie wykładał od 1917 językoznawstwo. Do marca 1919 był wykładowcą w Polskim Kolegium Uniwersyteckim w Kijowie, z którego odszedł w wyniku konfliktu dotyczącego wykładów teorii harcerstwa, które wykładał w języku polskim Stanisław Sedlaczek (Ułaszyn był przeciwny temu).
Został redaktorem powołanego w 1917 w Kijowie pisma „Gazeta Narodowa” (wraz z nim m.in. redaktor naczelny Zenon Pietkiewicz, Karol Waligórski).
W 1919 na Uniwersytecie Lwowskim mianowany profesorem zwyczajnym języka polskiego, gdzie wykładał do września 1921. W latach 1921–1939 jako profesor zwyczajny kierował seminarium slawistycznym na Uniwersytecie Poznańskim. W 1922 otrzymał tytuł profesora zwyczajnego filologii słowiańskiej. W jego działalności naukowej, dydaktycznej, publicystycznej i społecznej był to okres szczególnie ważny. Był założycielem ruchliwego Koła Slawistycznego studentów Uniwersytetu Poznańskiego oraz Towarzystwa Słowiańskiego, którego był przewodniczącym. Był od 1907 członkiem Poznańskiego Towarzystwa Przyjaciół Nauk, a także Instytutu Zachodnio-Słowiańskiego. Będąc członkiem Polskiego Związku Myśli Wolnej występował aktywnie przeciwko klerykalizmowi, objawom faszyzmu i antysemityzmu, a od 1934 jako członek Zarządu Okręgu Towarzystwa Nauczycieli Szkół Średnich i Wyższych domagał się laicyzacji nauczania i reformy szkolnictwa.
Przyjaźnił się z lekarzem psychiatrą i filozofem medycyny Kazimierzem Filipem Wizem.

### II wojna światowa i lata powojenne
W grudniu 1939 został internowany, podobnie jak wielu innych poznańskich uczonych, w obozie na Głównej i wywieziony do Ostrowca Świętokrzyskiego, a później przebywał w Warszawie. W 1945 na Uniwersytecie Łódzkim został profesorem filologii słowiańskiej. Jednak pogarszający się stan zdrowia utrudniał mu systematyczną pracę. Zmarł w Łodzi 23 maja 1956. 
Bibliografia jego publikacji obejmuje ponad 1000 pozycji, różnorodnych tematycznie i gatunkowo. Ich tematyka językoznawcza prezentuje fonetykę, słowotwórstwo, słownictwo, języki pisarzy i specjalne, niejęzykoznawcza dotyczy bibliografii, etnografii, archeologii i inne. Specjalną pozycję zajmuje popularyzacyjne poradnictwo językowe.
Został odznaczony Krzyżem Oficerskim Orderu Odrodzenia Polski (1950).
Został pochowany na Cmentarzu Ewangelicko-Reformowanym przy ul. Żytniej w Warszawie (kwatera K1-2-38).